# منطقه تاریخی کوه آبرن (اوهایو)
منطقه تاریخی کوه آبرن (به انگلیسی: Mount Auburn Historic District) یک محله و بافت تاریخی در ایالات متحده آمریکا است که در کوه آبرن واقع شده‌است.